# День Государственности Удмуртской Республики
День Госуда́рственности Удму́ртской Респу́блики (удм. Удмуртилэн кунлык басьтон нуналэз) — национальный праздник Удмуртии, отмечается 4 ноября совместно с Днём народного единства. Праздник увековечивает долгий и трудный процесс национально-государственного, экономического и культурного строительства республики и стремление к единству всех народов, проживающих в границах её современной территории.

## История
4 ноября 1920 года Всероссийский центральный исполнительный комитет и Совет народных комиссаров приняли Декрет об образовании Вотской автономной области и положили начало формированию государственности Удмуртии.
Вотская автономная область была создана на небольшой территории. В нее не вошли города Сарапул, Воткинск, Елабуга, Бондюжский и Кизнерский район. Удмурты лишились судоходной реки Камы с ее пристанями, Вятки и Кильмези, по которым велся сплав леса. Были разорваны хозяйственные связи, из-за чего вынужден был закрыться Воткинский завод. Около 100 тысяч компактно проживающих удмуртов остались вне автономии. Столицей автономии был определен город Глазов. Руководство Ижевска, наиболее крупного населенного пункта автономии, попросту отказывалось признавать Глазов столицей.
В течение 1921 года происходило формирование структуры новых государственных органов — революционные комитеты передавали власть исполкомам Советов. В этом же году принято решение о переводе столицы в город Ижевск. Но проблемы государственного строительства еще более обострились из-за большого ограничения прав и самостоятельности области в формировании местного бюджета. Неоднократно, начиная с декабря 1924 года, исполком Вотской автономной области выходил с предложением к центральным органам власти о преобразовании автономной области в социалистическую республику народов Удмуртии, но получал отказ.
28 июня 1928 года вместо повышения статуса автономия была включена в состав Нижегородского края, по сути, стала ее сырьевым придатком. Вотская автономная область была вынуждена направлять по нарядам огромные людские ресурсы, в основном крестьян, на лесозаготовки, не имея возможности развивать свою промышленность, отрасли социальной сферы.
28 декабря 1934 года, в связи с преобразованием в Удмуртскую Автономную Советскую Социалистическую Республику, Удмуртия была освобождена от опеки Нижегородского края, но включена в Кировский край, в котором находилась полгода. В 1937 году принята первая Конституция УАССР. Тогда же в территорию республики включены города Сарапул и Воткинск с районами. В 1939 году созданы Камбарский и Кизнерский районы.
11 октября 1991 года сессия Верховного Совета УАССР в соответствии с принятой Декларацией о государственном суверенитете приняла решение о замене названия Удмуртская Автономная Советская Социалистическая Республика на Удмуртская Республика.
4 ноября 1993 года приняты постановления о государственных гимне и флаге Удмуртской Республики. 7 декабря 1994 года принята Конституция Удмуртской Республики. 17 октября 1996 года в Москве подписан «Договор о разграничении предметов ведения и полномочий между органами Государственной власти Российской Федерации и органами государственной власти Удмуртской Республики», который признал ее право самостоятельно решать проблемы, связанные с государственным устройством, бюджетом, законодательством, судоустройством, внешнеэкономической деятельностью. С 1995 года высшим представительным, законодательным и контрольным органом стал Государственный Совет.
Система органов государственной власти постоянно совершенствуется. В 2000 году республика перешла от парламентской к президентской форме правления. 15 октября состоялись выборы первого Президента Удмуртской Республики.

## Мероприятия праздника
В день праздника во всех районах Удмуртии устраиваются различные мероприятия с акцентом на народном единстве. Также обязательным элементом праздника является дегустация блюд кухонь народов, проживающих в республике и выступления национальных музыкальных коллективов.